# Sénaire iambique
Le sénaire iambique est un type de vers latin, hérité du trimètre iambique de la versification grecque, composé de six pieds iambiques. Il est caractéristique de la versification dramatique, où il est le vers du dialogue parlé (diverbium) ; on le trouve aussi bien chez les comiques (Plaute, Térence) que dans la tragédie (Cicéron, Sénèque) et la fable (Phèdre). Il s'agit, avec le septénaire trochaïque, du principal mètre de la littérature latine dramatique. Voici son schéma métrique : 

| X — | X — | X — | X — | X — | ⏑ X |

## Structure
Le sénaire iambique comprend six pieds fondés sur l'ïambe, qui est composé d'une syllabe brève suivie d'une syllabe longue (schéma | ⏑ — |). Le deuxième temps du pied est un temps marqué et le sénaire iambique comporte donc six temps marqués.
Le dernier pied est obligatoirement pur, ce qui veut dire qu'il ne peut être qu'un iambe. Les autres pieds peuvent faire l'objet de diverses substitutions : le tribraque (⏑ ⏖), l'anapeste (⏖ –), le dactyle (– ⏖), le spondée (– –) et le procéleusmatique (⏖ ⏖), la première de ces substitutions étant dite "pure" car elle conserve les trois temps de l'iambe fondamental, et les quatre suivantes étant dites "condensées" car elles comportent quatre temps au lieu des trois de l'iambe fondamental.
La césure la plus fréquente est penthémimère (après le cinquième demi-pied) ; dans ce cas, il y a deux temps marqués avant la coupe et quatre après. Mais on trouve aussi la coupe hephthémimère (après le septième demi-pied), avec trois temps marqués de chaque côté de la coupe.
Voici un exemple de sénaire iambique à césure hephthémimère :
```
  
cērvīx mŏnīlī văcŭă, nēc nĭvĕūs lăpīs
[
4
]

  | — — | ⏑ — | — ⏖ | ⏑ // — | ⏖ — | ⏑ — |
```

Ce qui distingue le sénaire iambique de son modèle grec, le trimètre iambique, c'est que, dans le trimètre, on trouve trois mètres ou dipodies, qui sont des paires de pieds de statut inégal, dont le premier peut faire l'objet de substitutions tandis que le second est obligatoirement pur. La poésie dramatique latine a cassé le mètre et le sénaire iambique est constitué de pieds de même statut, qu'ils soient en position impaire ou en position paire.
Le sénaire iambique est donc nettement caractérisé par un rythme qu'on a qualifié d’ascendant : non seulement le temps fort est le deuxième temps du pied, mais, avec la césure penthémimère – la plus courante –, la deuxième partie du vers comporte quatre temps marqués contre deux seulement dans la première partie ; enfin, le seul pied obligatoirement pur et qui donne véritablement au vers sa couleur iambique est le dernier du vers.
Mais pour parvenir à scander un sénaire iambique de Plaute ou Térence, il ne suffit pas d'en connaître le schéma. Il faut aussi connaître les spécificités de la prosodie préclassique et les incertitudes de scansion dues notamment à l'abrègement iambique.

## Métrique verbale
La métrique verbale est la branche de la métrique qui étudie la façon dont les mots peuvent ou ne peuvent pas s'aligner pour former le schéma théorique des pieds du vers. Dans le sénaire iambique latin, un certain nombre de lois contraignent le placement des mots : toutes les dispositions qui produiraient le schéma théorique ne sont pas forcément admises. Les différentes lois qui suivent ont d'ailleurs toutes un équivalent exact dans les autres mètres iambiques (surtout quaternaire iambique, septénaire iambique et octonaire iambique) et dans les mètres trochaïques (surtout septénaire trochaïque et octonaire trochaïque),

### Loi de Ritschl
La loi de Ritschl (la seule de ces lois qui existait aussi dans la métrique grecque) prévoit qu'il est interdit qu'une fin absolue de mot coupe en deux les deux syllabes brèves d'un même demi-pied. Ainsi, s'il est possible, par exemple, d'avoir un dactyle (– ⏖) au cinquième pied, il est impossible de terminer le vers par les mots "condit animum" : le rythme final – ⏖ | ⏑ – serait théoriquement correct, mais les deux brèves du dactyle sont partagées entre deux mots (-dit a-), ce qui est contraire à la loi de Ritschl. Seul le deuxième demi-pied du vers peut faire l'objet d'une licence (Cesare Questa parle de "sede con licenza"), à condition que le premier demi-pied ne soit pas lui-même bref ; en somme, un "dactyle déchiré" est (rarement) possible au premier pied chez Plaute et Térence (plus guère chez Sénèque). On peut donc quelquefois trouver, par licence :
Ūnŭs ĕt ĭt(em) āltĕr, ĭt(a) ūt īngĕnĭūmst ōmnĭūm. (Ter., And., 77) 

### Loi de Hermann-Lachmann
La loi de Hermann-Lachmann prévoit qu'il est interdit qu'une fin absolue de mot intervienne après les deux syllabes brèves d'un même demi-pied. Ainsi, par exemple, pour constituer le même rythme final – ⏖ | ⏑ – dans un sénaire iambique, il n'est pas non plus possible d'écrire "conderet onus". Ici encore, seul le deuxième demi-pied du vers peut faire l'objet d'une licence (sede con licenza), à condition que le premier demi-pied ne soit pas lui-même bref, c'est-à-dire qu'un mot dactylique initial est (occasionnellement) possible au premier pied (même encore chez Sénèque). Les mots pyrrhiques (⏖) ne sont toutefois pas touchés par cette règle : leurs deux syllabes brèves sont plutôt considérées comme des brèves initiales que finales.
Au fond, cette loi et la précédente peuvent être réduites à une seule formulation : la syllabe finale d'un mot latin doit forcément constituer à elle seule un demi-pied, elle ne peut s'unir ni avec la syllabe qui la précède (dans le même mot : loi de Hermann-Lachmann), ni avec la syllabe qui la suit (dans le mot suivant : loi de Ritschl). Ce principe est rigoureusement identique dans tous les mètres iambo-trochaïques latins.

### Liberté de Jacobsohn
La liberté de Jacobsohn prévoit que le huitième demi-pied du sénaire iambique (c'est-à-dire la longue du quatrième pied) peut occasionnellement être réalisé par une syllabe brève tenant lieu de longue, à condition qu'elle soit finale de mot. Dans ce cas, le demi-pied précédent est forcément bref. La liberté de Jacobsohn est quasi exclusive à Plaute ; elle n'existe en tout cas plus du tout chez Sénèque. On trouve ainsi :
Nūmqu(am) ĕdĕpōl vīdī prōmĕre. Vēr(um) hōc ĕrāt. (Pl., Mil. Gl., 848)
où le e final de promere, prosodiquement bref, assure métriquement le rôle d'une longue.
Dans le septénaire trochaïque, cette licence concerne le troisième et le onzième demi-pieds.

### Loi de Meyer
La loi de Meyer prévoit que, si une fin de mot polysyllabique coïncide avec la fin du deuxième ou du quatrième pied, ce pied doit obligatoirement être pur (⏑ –), jamais condensé (⏕ –). Cette loi, qui est assez rigoureusement observée par Plaute, Térence et Phèdre, prouve que les Romains n'avaient pas tout à fait perdu de vue le système des dipodies qui structuraient le trimètre iambique grec ; et elle pavait la route à l'aboutissement logique que l'on observe chez Sénèque, où tous les deuxièmes et quatrièmes pieds sont systématiquement purs, comme en grec.
De manière générale, cette loi concerne les pieds pairs des mètres iambiques et les pieds impairs des mètres trochaïques.

### Loi de Bentley-Luchs
La loi de Bentley-Luchs interdit que le cinquième pied soit iambique (⏑ –) s'il coïncide avec une fin de mot polysyllabique : une fin de vers comme "mălam crŭcem" est donc impossible. Sénèque pousse la logique encore plus loin, en s'interdisant purement et simplement de réaliser le cinquième pied par un iambe. Cette loi ne s'applique évidemment pas dans les quelques poèmes de Catulle ou de l'Appendix Vergiliana écrits en sénaires iambiques purs, c'est-à-dire sans aucune substitution. On trouve ainsi :
Quĭs hōc pŏtēst vĭdērĕ ? Quīs pŏtēst pătī ? (Cat., 29, 1).
Par ailleurs, de Plaute à Sénèque, tous les dramaturges s'interdisent le plus souvent de terminer le vers par un mot monosyllabique (sauf formes de sum), ou par un mot bisyllabique précédé d'une élision (type "atqu(e) ego").
De manière générale, cette loi concerne toutes les fins de vers iambo-trochaïques.